# دافنی پولکس
دافنی پولکس (نام علمی: Daphnia pulex) نام یک گونه از سرده دافنی است.